# 波布比咩命神社 (下田市)
波布比咩命神社（はぶひめのみことじんじゃ）は、静岡県下田市東本郷（旧・本郷）にある神社。

## 概要
伊豆急下田駅の出口（東口）の北方至近、徒歩1分の距離、下田市役所（東本郷庁舎）の北隣りに鎮座している。
式内社である波布比咩命神社（はぶひめのみことじんじゃ）、及び大津往命神社（おおつのゆきのみことじんじゃ）の論社だが、前者の側面に関しては、伊豆大島南東の波浮港南脇に鎮座する波布比咩命神社を本社とし、その分社・遥拝所であると解釈されることが多い。
下田はかつては入江が深く、境内地は小島で、鎌倉時代には「船戸明神」が祀られ、後に波布比咩神社になったとされる。
江戸時代には「浮島さま」と呼ばれ、安政東海地震の際には大船が押し流されて来たが境内地は浸水しなかったとされる。

## 祭神
- 波布比咩命（はぶひめのみこと）